# Партија Ашкалија за интеграцију
Партија Ашкалија за интеграцију (алб. Partia Ashkalinjëve për Integrim) је политичка странка у Републици Косово. Залаже се за интересе ашкалијске мањине.